# 阿仁前田小作争議
阿仁前田小作争議（あにまえだこさくそうぎ）は、秋田県北秋田郡前田村（現・北秋田市）で1925年（大正14年）から1938年（昭和13年）にかけて発生した小作争議。いわゆる「日本三大小作争議」の一つに挙げられている。

## 概要
1925年（大正14年）、阿仁前田の大地主・庄司兵蔵（10代・善禎）は、地主に対する増税と支出の増大に対応するため、最高で3倍の小作料引上げを小作人に通告した。
前田村の小作人は小作料の現状維持を要求して小作米不納戦術で対抗し、争議は小坂鉱山との争議で活動した可児義雄らが参加したことで長期化した。地主側が雇った自警団（実際には暴力団）や警察と争議団の衝突などを経た1928年（昭和3年）末に、小作人に有利な内容を含む和解が暫定的に成立した。結局は小作料は値上げされたものの、訴訟にかかった1万円の費用は地主が支払うことになり、永代小作権などの小作慣行はそのままとなった。その後、立て続けに起きた凶作や、地主側の和解破棄の動きなどを経て、時局が戦争に向かう中、最終的な和解が1938年（昭和13年）に結ばれた。
同事件の協議内容と合意内容の変遷は、『秋田県農地改革史』（秋田県農地改革史編纂委員会、1976年）に詳しく記述されている。

## 経緯
- 1925年 8月 - 地主の庄司家は小作に小作料の値上げを通告する。
- 1925年（大正14年）11月 - 地主から小作料値上げを告げられた小作人たちは、同月4日に阿仁川河畔に集まり大いに気勢を上げ、大会議決を当主代理に突き付けた。内容は「小作料の変更決定は相互了解の上決定されていたはず。もしも独断専行するなら不当行為だ」というものであった。この地区の小作料は他の地区と比べてとても安いものであったが、小作人自身の開墾による田が多かったり、最初から小作料の値上げをしない約束で、普通の半額以下で田を買い取ったものが多かったせいであった。
- 1926年（大正15年）
  - 3月2日 - 細野三千雄弁護士のもと裁判が行われたが、大館裁判所で庄司家による小作人に対する土地引き渡し訴訟の判決が出て、3件とも庄司家の敗訴となった。
  - 6月 - 米内沢町浦田部落の農民3人が農民組合に入会せず庄司家に小作米を納める動きがあったので、他の部落民は怒りこれらの農民を部落民から除名することを決めた。浦田部落の小作民は、かねてより部落林から木材を切り出し分配していたが、除名の分の木材は部落から除名されたということで部落青年会に譲渡されることとなり、2月17日〜18日に大勢で持ち運ばれた。この件は6月に強盗として告発され、警察による取り調べが行われた。
- 1928年（昭和3年）9月15日 - 大館裁判所で「先祖代々小作していた田畑でも、永代小作権はない」という判断が下された。小作人たちは仙台裁判所に控訴し、農学博士の小野武夫に弁護を依頼した。小野武夫は秘かに1923年にこの地区を農林省の嘱託として調査し、報告書に「全国まれにみる永代小作地としては代表的なものである」と記していた。
- 1929年（昭和4年）
  - 6月3日 - 小作人の三浦富治が他の農民の協力を得て田植えを終了したところ、地主の庄司家が若者多数をかり集めて田をかき回し、植えた苗を引き抜いた。これにより泥田でのつかみ合いとなったが、米内沢警察の駐在員の鎮撫によってやっと収まったものの、険悪な雰囲気は続いていた。庄司家によると、三浦富治の田は他人に譲渡されたとしていた。4年間の小作不納米の合計は既に4千石に達していた。
  - 6月28日 - 現地に小坂鉱山煙害争議で活動した可児義雄が到着し、全国農民組合の闘争に参加することなどを決めた。
  - 7月2日 - 裁判の控訴は棄却となり、阿仁部農民同盟組合本部になっていた庄司益太郎宅を、裁判に勝訴した地主の庄司家が破壊した。
  - 9月1日 - 農民組合の男女13名が上京し、町田忠治農林大臣らに陳情し、争議の内容と農民の窮状を説明した。
  - 9月4日 - 前田村の小作争議のリーダーとして活動していた斎藤仙次が、大館町大町旅館花岡本店に宿泊中の庄司家支配人の梅村四五左右衛門を訪ね、敵打しに来たと言い、隠し持った鉄棒で梅村の頭部その他を殴打した。そこにたまたま居合わせた照井巡査部長が斎藤を取り押さえた。梅村は大館病院に入院するが全治1か月の重傷であった。
  - 9月13日 - 庄司家による強制的な稲穂の「立毛差押え」が始まる。
  - 9月16日
    - - 大館裁判所前で、庄司家側の弁護人が小作争議のリーダー格2人に殴打される。2人はただちに警戒中の大館警察署員に逮捕された。
    - - 可児義雄が、大館裁判所の判事に公平性を欠くと抗議を行う。これを受けて裁判所は3判事による調停を試みるも、小作組合側も庄司家側も乗り気にはならなかった。しかも、和解交渉中にも庄司家による立毛差押えが行われ小作人の不信感が高まった。調停交渉が始まったが、互いの溝は大きかった。

  - 10月8日〜10日 - 裁判所の許可を得て、差し押さえ中の田の刈り取りが活動家を含めて行われた。
  - 11月25日 - 警察は可児義雄に対して3千円で幹部に退去してくれと言い、退去しなければ刀にかけても退去させるとほのめかす。可児はこの要請を拒否する。
  - 11月26日午前0時 - 前田村五味堀にあった小作争議団本部で小笠原政治が阿仁合派出所の最上善三巡査部長らに襲いかかり、巡査部長が腕を斬られて重傷を負う。これは土崎で起こった不穏文書配布の容疑者として小笠原を拘束しようとして起きたものであった。
  - 11月27日 - 警官隊約80人と庄司家の自警団約30人は、幹部を逮捕するために五味堀の争議団事務所に向かったが、これを迎えた争議団は投石などで激しく抵抗し、双方に多数の負傷者が出た。
  - 11月28日 - この日も争いが続いたが、夕方頃にこれ以上の犠牲者が出ることを避けるため、可児義雄ら9人のリーダーが自首して乱闘はひとまず落ち着いた。
  - 12月27日 - 地主と組合の暫定的な合意が成立した。
- 1930年（昭和5年） 8月13日 - 前田小作争議事件の被告人である可児義雄らに、求刑4年に対して懲役2年の1審判決が下された。可児はその後一旦控訴手続きを行うものの、控訴を取り下げ刑に服した。
- 1935年（昭和10年）1月9日 - 可児義雄が結核のため東京市立療養所で死亡した。
- 1938年（昭和13年）6月 - 地主側は何度も合意破棄などの動きを見せたが、時局の変化などを受けて協調路線に転じ、小作人側との最終的な合意が成立した。

## 影響
阿仁前田小作争議は秋田県における小作争議の先駆けとなり、1920年代後半から同県では争議が急増し、1930年代には全国1、2位を争う程に争議が多発した。
1928年には、日農一日市支部の争議大会で検挙者を出し、閉会後には三百余名が五城目署へ釈放を要求して押し寄せた「一日市争議」が発生し、1929年末からの南秋田郡下井河争議は、10か月の争議期間中に地主に対する暴力行為等で7名が送検され、学童24名による同盟休校（集団ボイコット）が起こり、地主の息子の自殺などの後に和解が成立するという事態であった。1930年には、横手盆地の大地主・塩田団平を相手にした、いわゆる団平争議が発生した。同争議は、地主側が他より低かった小作料を上げようとしたことが原因とされるが、運動家が参入したほかに、争議団の中心の1人が団平の親族だったことなどの要因が重なって規模が拡大し、阿仁前田小作争議同様に争議団と警官隊とが乱闘する事態に発展した。

## 争議に関する逸話

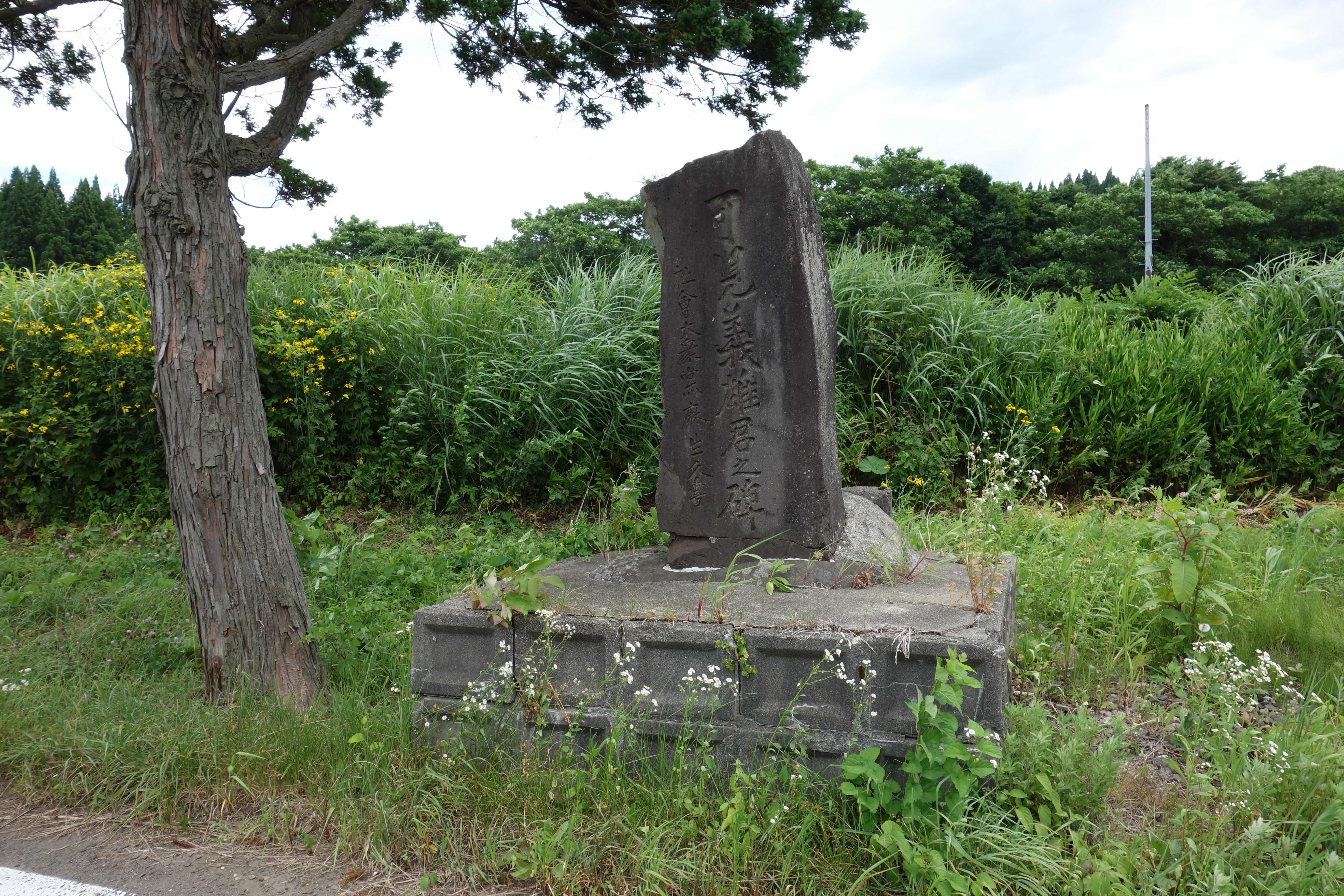
可児義雄君の碑

- 小作側に加わった可児義雄は出獄後小坂町に戻ったが、1935年（昭和10年）1月9日、結核のため死亡した。五味堀の町外れに可児義雄の碑（北緯40度02分54.5秒 東経140度24分03.6秒 / 北緯40.048472度 東経140.401000度）が同年5月2日に建てられた。碑文は当初「農民の父 可児義雄」であったが特別高等警察から認められず、碑文は「可児義雄君之碑」となった。このとき、全農県連合会開催の可児義雄農民葬が営まれ、約200名の農民らが参加した。当時は碑の建立は警察に禁じられ、戦後片山内閣の時代に、水谷長三郎大臣が出席して碑の除幕式が行われた。分骨された可児義雄の骨は森吉町浦田の源昌寺に埋葬されていたが、道路建設で移転が必要となり、1981年11月29日五味堀共同墓地の手前に可児義雄の墓が建てられた。
- 一方、大きな犠牲を払いながら、和解条件が結局は地主側に有利なものになったことについては、可児義雄らに対する批判がある[2]。しかし、可児義雄に対しては鉱山側も警察の人も理解を示し、敵も味方もなかったと証言する人もいる。花岡鉱山での闘争で袋叩きにされ着ているものも剥がされた時、警察署長から服をもらって帰ったという[3]。
- 地主の庄司家は広大な土地を所有しており、秋田県でも有数の地主であった。小作料も他と比較して安く、争議の前は住民から「前田の殿様」と慕われていた[4]。戦前は、鷹巣町へ出るまで他人の土地を踏まずに行けたと言われる。
- 同事件は全国に報道され有名になる。全国からの支援金や支援物資が組合を通して届き、活動物資（食料）や小作料の延滞金などに使われた[4]。
- 1928年（昭和3年）11月27日から28日の騒動は凄まじく、互いに流血の騒ぎに発展した。地主側は日本刀や木刀、本物の槍や拳銃などで武装し、農民側は五味堀が坂の上の集落であることを利用して投石や放水、灰の目つぶしで対抗した[4]。
- 11月26日には巡査部長以下7人の警察官が事務所に出署を求めたが、組合側は反抗的言辞をもって迎えた。検束に及ぼうとしたところ、6人が抜刀し2人は棍棒を構えて立ち向かった。組合側は巡査部長に日本刀で斬りつけ左肘関節に負傷させ退去させ、大挙して逮捕に来ることを予測のうえ太鼓を鳴らして組合員百人ほどを集め、経過報告と闘争の激励演説行った。27日午前2時頃に指導者ら6人は抜刀し、組合人2-30人と共に、地主家の縁故者4人の住家と五味堀巡査派出所を遅い、家族や巡査に刀を突きつけ、怒号して脅迫し、庭木を切り、表札を切り壊し、警戒中の3巡査を脅迫の上に、1人の巡査を40尺の崖下に突き落とした。闘争団事務所周辺では逮捕に来た米内沢警察署長以下39人に、日本刀や竹槍、棍棒を手にして立ち向かい、一斉に投石して暴行を加え、28日まで百数十名の組合員が凶器を携え防備体制のもとに暴徒化した[5]。
- 地主側の自警団は実質的に暴力団であり、それは新聞報道もされているが、農民側の言い分では警察は地主の味方の様な態度を取り、自警団や警察の暴力行為は闇に葬られたとしている。活動に加わった農民には事件後、過酷な取り調べが行われたという[4]。
- 自警団は「北電荒井組」の社員で、小又川発電所[注 4]の建設に勤務していた。旭川では労働者は土工飯場に送り込まれ、棍棒と虐待の血にまみれた手で北海道開発は進められたという。実際、タコ部屋労働で有名な常紋トンネルの北見側は北電荒井組が請け負っている。また、小又川発電所建設では400人の労働者がいたが、朝鮮人100人が賃上げ要求を行ったところ、荒井組は直ちに関係者を一人残らず解雇している[2]。
- 地主の庄司家の第一別家で元々教師であった庄司兼吉は農民側に立ち、肺癌の病床から農民にアドバイスを与えた[4]。
- 可児義雄他8名のリーダーが去るに当って、川俣一二三、可児義雄は最後の挨拶を述べた。可児義雄は30分に渡ってこれまでの経緯を述べ「我この地をさるとも、諸君は断じて組合を死守せよ」と叫び、300人の組合員は席を切ったように一斉に泣き出した[6]。聞いていた警官の誰もが目を濡らしていた[7]。「この日、可児義雄の考えで和解が成立しなかったらそれこそ大変な事になっていただろう。懐にダイナマイトを入れていざという時には火をつけて警察と一緒にふっとんでしまおうと、実際に懐にダイナマイトを入れていた人が何人もいた。…他の人が説得しても、農民たちを抑えることは出来なかっただろう。おそらく、可児さんが居なければ、死人が何人も出たことだろうが、それほど私たち農民は、思いつめていたのである。」と証言もある[4]。
- 歌手東海林太郎は、秋田市楢山の庄司家の別家の娘である庄司久子（本名 ヒサ）と学生結婚している（2人とも「しょうじ」なのは偶然である）。卒業後、東海林太郎は満鉄に就職し、2人とも満州に移住する。しかし、久子自身が紹介した渡辺シズと東海林太郎が一緒に仲良く歌のレッスンをしている様子を見たためか、久子は大正14年9月に長男和樹を夫の元に残し、一人大連から帰国する。その後、大正15年1月次男玉樹を出産するものの、阿仁前田小作争議が実家の庄司家で発生すると、早稲田大学出身で思想のせいで左遷された東海林太郎への庄司家からの反発が大きくなったためもあり、結局昭和6年に2人は離婚することになる。東海林太郎はその後、渡辺シズと再婚している[8]。
- 同事件は1930年（昭和5年）に昭和天皇の耳に入っており、全国検事長会議の際に宮城県検事長が天皇から質問を受けたことから、早急な合意が期待された。判決は軽きに失したという意見が当時の法曹界で話題になったほどであるから、可児義雄の控訴取りやめは、陛下の宸襟を悩ませたことに恐縮してではないかと言われた[9]。